# Databasen Romansk Stenkunst
Databasen Romansk Stenkunst er et online værktøj til søgninger af fotografier, tegninger og tryk af den danske romanske granitkunst. På projektets hjemmeside er det muligt at lave forskellige tematiske samt topografiske søgninger. 

## Hvorfor en database over den danske romanske stenkunst?
Den romanske kunst er hugget ind i granitten på de danske kirker, og derfor er denne form for kunst svær tilgængelig. Det har derfor hidtil ikke været muligt at skabet et totalt overblik over de forskellige relieffer på de danske kirker – indtil nu. Vidensdatabasen på internettet omfatter tegninger, grafiske tryk og fotografier af den danske romanske stenskulptur, og den giver nemlig et unikt indblik i den romanske kunsts billed- og symbolverden.

## Romansk stenkunst i Danmark
Denne såkaldte romanske kunstperiode løber fra cirka 1050 til 1250, og perioden er kendetegnet ved, at de danske stavkirker blev erstattet med kirker bygget af granit. Disse stenkirker blev prydet med stenhuggerkunst på kirkens ydre hovedsageligt omkring kirkens døre og vinduer. Ligeledes blev også kirkens inventar såsom døbefonte og alteret skabt i granit, og her vidner især døbefontenes udsmykninger om kunstnernes trang til at lave billedlige fortællinger og æstetiske udformninger. 
Trods granitmaterialets hårde natur mestrede stenhuggerne at skabe dynamisk svungne billeder, der netop i kraft af granitstenens holdbarhed står bevaret.
Som beskuer bør man tage højde for, at de i dag helt farveløse romanske stenmotiver, i sin samtid har været lysende og strålende i deres farvepragt. Databasens billeder af den nøgne rå granit røber altså kun motivets konturer samt vigtigste linjer.

## Romansk stenkunst og videnskab
Arkæologien og kunsthistorien har videnskabeligt beskrevet og fortolket den romanske stenskulptur inden for de sidste 150 år. Mange spørgsmål vedrørende tolkningen af disse monumenter fra middelalderen står endnu helt åbne eller uberørte. grundforsningen inden for feltet må siges at være foretaget af Mouritz Mackeprang, der skrev bøgerne "Danmarks Middelalderlige Døbefonte" og "Jydske Granitportaler" i 1940'erne.

## Indhold
Grundbestanddelen af databasens indhold stammer fra Antikvarisk-Topografisk Arkiv på Nationalmuseet i København, hvor tegninger fra forskellige herredsrejser fra 1800- og 1900-tallet er gjort tilgængelige. Men også forskellige forskere har bidraget med billedmateriale.

## Holdet bag databasen Romansk Stenkunst
Databasen Romansk stenkunst er skabt af lektor Jens Vellev i samarbejde med studerende fra kunsthistorie og middelalderarkæologi ved Aarhus Universitet. 